# Château de Saddell
Le château de Saddell est un donjon du XVIe siècle sur les rives du Kilbrannan Sound près de la ville de Saddell, dans le Kintyre, en Argyll and Bute, en Écosse.

## Histoire

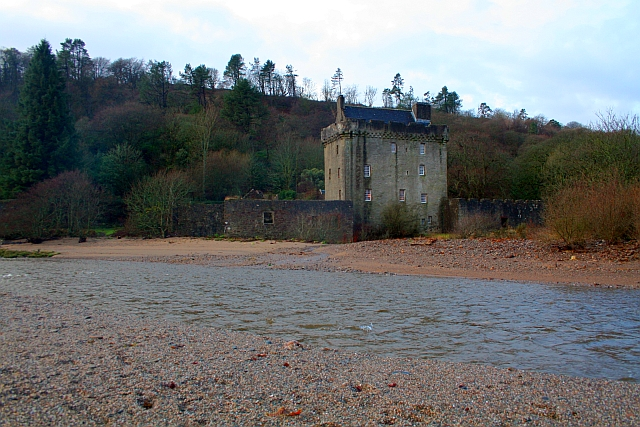

Construit par David Hamilton, évêque d'Argyll, entre 1508 et 1512, le château a été bâti avec les pierres de l'abbaye de Saddell, en ruines. Le château est offert à James Hamilton, 2nd comte d'Arran par l'évêque James Hamilton, pour rembourser des dettes et des taxes en 1556. 
Le comte d'Arran l'échange avec le chef du clan MacDonald de Dunnyveg, James MacDonald en échange des terres de James sur l'île d'Arran. Le château est mis à sac et brûlé en 1558 par Thomas Radclyffe, 3ème comte de Sussex, Lord Deputy d'Irlande sous les ordres de la reine Marie Ire d'Écosse en retour de l'implication de James en Irlande contre les Anglais. Le château est reconstruit et on lui ajoute un piège, une porte qui peut s'actionner et envoyer des visiteurs malvenus dans les oubliettes sans issue possible. En 1607, les terres du clan Donald en Kintyre, incluant Saddell, sont données par le roi Jacques Ier d'Écosse à Archibald Campbell (7e comte d'Argyll). Le château est abandonné lorsque l'on construit Saddell House en 1774. Il est acquis par le Landmark Trust et restauré.